# تیکی آیلند (تگزاس)
تیکی آیلند، تگزاس(به انگلیسی: Tiki Island, Texas) شهری در ایالت تگزاس از ایالات جنوبی ایالات متحده آمریکا است. در سرشماری سال ۲۰۰۰، جمعیت این شهر ۱۰۱۶ نفر اعلام شد.